# Mourir d'amour (film, 1972)
Pour les articles homonymes, voir Mourir d'amour.
Pour plus de détails, voir Fiche technique et Distribution.
Mourir d'amour (D'amore si muore) est un drame passionnel italien réalisé par Carlo Carunchio et sorti en 1972. C'est le premier et l'unique film de son réalisateur.
Le film est la transposition cinématographique de la pièce homonyme de Giuseppe Patroni Griffi.

## Synopsis
Enzo et Leyla et Edoardo et Tea sont deux jeunes couples qui se retrouvent dans la maison de Renato, un mélomane qui s'est suicidé à cause de son amour tourmenté pour Elena Davison, une riche femme d'affaires séparée de son mari. Les deux couples conversent dans de longs dialogues sur la nature et la précarité de l'amour. Elena est également présente et se remémore les dernières étapes de sa relation avec Renato, en essayant de comprendre ce qui l'a poussé à ce geste tragique.

## Fiche technique
- Titre original : D'amore si muore[2]
- Titre français : Mourir d'amour[3]
- Réalisateur : Carlo Carunchio
- Scénario : Carlo Carunchio d'après la pièce de Giuseppe Patroni Griffi[1]
- Photographie : Gábor Pogány
- Montage : Franco Arcalli
- Musique : Ennio Morricone
- Décors : Gianni Silvestri
- Costumes : Gabriella Pescucci
- Production : Silvio Clementelli (it)
- Société de production : Clesi Cinematografica
- Pays de production :  Italie
- Langue originale : italien
- Format : Couleur par Eastmancolor - Son mono - 35 mm
- Durée : 95 minutes
- Genre : Drame passionnel
- Dates de sortie :
  - Italie : 24 novembre 1972 (Milan)
  - France : 1973

## Distribution
- Silvana Mangano : Elena
- Lino Capolicchio : Renato
- Milva : Leyla
- Paolo Graziosi : Edoardo
- Luc Merenda : Enzo
- Stefania Casini : Tea
- Duilio Del Prete :
- Adriana Asti :
- Yves Beneyton :
- Gerald Incandela :

## Musique
La chanson principale, Si muore D'amore est interprétée par Milva, sur une musique d'Ennio Morricone. La bande originale comprend également des chansons de l'opéra Il trovatore interprétées par Maria Callas.